# Kruhi (obwód mohylewski)
Kruhi (biał. Кругі; ros. Круги) – wieś na Białorusi, w obwodzie mohylewskim, w rejonie mohylewskim, w sielsowiecie Mastok, nad Rudzieją i przy drodze republikańskiej R123.
Wieś ekonomii mohylewskiej w drugiej połowie XVII wieku.